# Karel Engliš
Karel Engliš, född 17 augusti 1880, död 15 juni 1961, var en tjeckisk politiker och nationalekonom.
Engliš var från 1919 professor i nationalekonomi i Brünn. Han tillhörde som finansminister flera koalitionsregeringar i Tjeckoslovakien 1920-1921, 1925-1928 och 1929-1930. Engliš var ursprungligen partilös men anslöt sig 1925 till det då bildade nationella arbetarpartiet och tillhörde redaktionen av dettas tidning Lidové noviny. Han har utgett ett flertal finansvetenskapliga arbeten och en översikt av nationalekonomins grunddrag (1924).